# عاطف جنیات
عاطف جنیات (عربی: عاطف جنيات؛ زادهٔ ۸ مهٔ ۱۹۸۴) یک ورزشکار اهل سوریه است.
از باشگاه‌هایی که در آن بازی کرده‌است می‌توان به باشگاه فوتبال نجف، باشگاه فوتبال الکرامه سوریه، باشگاه فوتبال تشرین سوریه، و تیم ملی فوتبال سوریه اشاره کرد.
وی همچنین در تیم‌های ملی فوتبال زیر ۲۰ سال سوریه سوریه بازی کرده است.